# 仰叶拟细湿藓
仰叶拟细湿藓（学名：Campyliadelphus stellatus）为柳叶藓科拟细湿藓属下的一个种。其种加词“stellatus”意为“星斑的”。